# Mar Espinar
María del Mar Espinar Mesa-Moles (Granada, 1982) es una política española del PSOE, actual portavoz del Grupo Parlamentario Socialista en la Asamblea de Madrid sucediendo a Jesús Celada.

## Biografía
Es licenciada en Ciencias Políticas y de la Administración por la Universidad Complutense de Madrid. Desde 1999 es afiliada del PSOE, en la agrupación de Chamberí. Incluida  como a número 6 de la lista del PSOE a las elecciones municipales de 2015 en Madrid encabezada por Antonio Miguel Carmona, es elegida concejala del Ayuntamiento de Madrid. Durante el mandato 2015-2019 desempeña como portavoz socialista de la comisión de Cultura y Deprotes, destacando por su oposición al gobierno de Manuela Carmena, en contraste la posición de su grupo municipal como socio de gobierno. reelegida como concejal en el mandato 2019-2023, en septiembre de 2021 se convierte en portavoz del grupo municipal socialista del Ayuntamiento de Madrid tras la dimisión de Pepu Hernández, cargo que mantiene hasta el fin de la legislatura.
En las elecciones autonómicas de 2023, abandona el Ayuntamiento de Madrid y es incluida en la lista del PSOE a la Asamblea de Madrid encabezada por Juan Lobato, siendo elegida diputada. Tras el nombramiento de Óscar López como nuevo secretario general del PSOE-M, es designada como portavoz del Grupo Parlamentario Socialista en la Asamblea de Madrid.